# Bebek György (tárnokmester)
Bebek György (1320/30–1390) királynéi tárnokmester.

## Élete
A Gömör vármegyében birtokos Ákos nemzetség vámosi ágának megalapítója, a család vezetéknevét adó Bebek Domokos fia, Bebek Imre országbíró és Bebek Detre nádor apja. 
Bebek György korának egyik leggazdagabb főura volt, pályafutását Nagy Lajos király uralkodása alatt kezdte.
1345-től hevesi alispán volt.
1349-ben Vásári Miklóssal Avignonban volt követ.
Részt vett a nápolyi hadjáratokban. 
1352-ben liptói ispán, majd 1361-ben királyné birtokainak gazdasági ügyeiért volt felelős, királynéi tárnokmesterként. E posztját egészen 1391-ig megtartotta.
Az ifjabb Erzsébet királyné személyes híve volt, de nagyobb szerephez csak 1382 után jutott. Ekkor Mária királynő francia házassági tervét támogatta Garai Miklóssal együtt.
1371-ben Gombaszögön pálos kolostort alapított.
Ide temették el 1390-ben. Sírköve máig fennmaradt, és az általa alapított gombaszögi pálos kolostorból került a tornagörgői plébániatemplomba.
Testvére, Bebek István országbíró a család pelsőci ágának őse volt.